# Panaxia junctasuffusa
Panaxia junctasuffusa är en fjärilsart som beskrevs av Kettlewell 1943. Panaxia junctasuffusa ingår i släktet Panaxia och familjen björnspinnare. Inga underarter finns listade i Catalogue of Life.